# Gjǫll
Gjǫll (urlante in norreno, in islandese Gjöll), nella mitologia norrena, è uno degli undici fiumi tradizionalmente chiamati Élivágar, secondo il Gylfaginning, i quali nascono dalla sorgente Hvergelmir nel Niflheimr, scorrendo attraverso il Ginnungagap, e poi negli altri mondi. Nell'Hel, Gjǫll è il fiume che scorre più vicino al cancello infernale ed è attraversato dal ponte Gjallarbrú, un ponte d'oro, il quale fu attraversato da Hermóðr durante la sua missione per recuperare Baldr dal mondo dei morti. A sua custodia è messa la gigantessa Móðguðr.
Gjǫll è anche il nome di una roccia alla quale il lupo Fenrir è incatenato. 